# ساندرا بولاک
ساندرا آنِت بولاک (انگلیسی: Sandra Annette Bullock؛ زادهٔ ۲۶ ژوئیهٔ ۱۹۶۴) بازیگر و تهیه‌کنندهٔ آمریکایی است. او جوایز مختلفی از جمله یک جایزهٔ اسکار و یک جایزهٔ گلدن گلوب برنده شده‌است. بولاک در سال‌های ۲۰۱۰ و ۲۰۱۴ دریافت‌کنندهٔ بیشترین دستمزد در میان بازیگران زن جهان بود. در ۲۰۱۰، نام او در فهرست مجلهٔ تایم از ۱۰۰ شخص تأثیرگذار در جهان قرار داده شد.
بولاک برای نقش مکملی که در فیلم اکشن مرد خرابکار (۱۹۹۳) داشت، مورد توجه قرار گرفت و بعدها نقش برجستهٔ خود را در تریلر اکشن سرعت (۱۹۹۴) ایفا کرد. او در دههٔ ۱۹۹۰ با نقش‌های اصلی کمدی‌های عاشقانهٔ وقتی خواب بودی (۱۹۹۵) و امید شناور (۱۹۹۸) و تریلرهای شبکه (۱۹۹۵) و زمانی برای کشتن (۱۹۹۶) خود را در سینما مطرح کرد.
بولاک در دهه‌های بعد با کمدی‌های دختر شایسته اخلاق (۲۰۰۰)، مهلت دو هفته‌ای (۲۰۰۲)، خواستگاری (۲۰۰۹)، مخمصه (۲۰۱۳)، هشت یار اوشن (۲۰۱۸) و شهر گمشده (۲۰۲۲) به موفقیت بیشتری دست یافت. او در درام‌های تصادف (۲۰۰۴) و نابخشودنی (۲۰۲۱) و همچنین تریلرهای اخطار قبلی (۲۰۰۷) و جعبه پرنده (۲۰۱۸) ایفای نقش کرد. بولاک برای به تصویر کشیدن لی آن توهی در درام زندگی‌نامه‌ای نقطه کور (۲۰۰۹) برندهٔ جایزهٔ اسکار بهترین بازیگر زن شد. او برای فیلم علمی تخیلی جاذبه (۲۰۱۳) که در آن نقش یک فضانورد گیرافتاده در فضا را ایفا می‌کند، بار دیگر نامزد دریافت جایزهٔ اسکار شد.

## سال‌های اولیه
بولاک در شهرستان آرلینگتون، ویرجینیا به دنیا آمد. او دختر «هلگا میر»، یک خوانندهٔ آلمانی اپرا و معلم آواز نیمه‌وقت، و «جان دبلیو بولاک»، یک پیمان‌کار پنتاگون و معلم آواز و مدیرعاملی از آلاباما، بود. پدربزرگ مادری بولِک یک دانشمند باهوش از نورنبرگ آلمان بود. او به دفعات به همراه مادرش با تورهای اپرای او شرکت می‌کرد و بسیاری از سال‌های بچگی خود را در آلمان و سایر نقاط اروپا زندگی کرد. او زبان آلمانی را به روانی صحبت می‌کند و از طریق ملیت سابق مادرش دارای تابعیت آلمانی نیز هست. بولاک در بچگی باله و هنرهای آوازی را مطالعه کرد و در تولیدهای اپرای مادرش نقش کوچکی را نیز ایفا می‌کرد.
بولاک در دبیرستان واشینگتن-لی درس خواند؛ جایی که او یک چیرلیدر بود و در برنامه‌های تئاتر آن‌جا شرکت می‌کرد و با یک بازیکن فوتبال آشنا شد. او در سال ۱۹۸۲ فارغ‌التحصیل شد و در دانشگاه کارولینای شرقی در گرین‌ویل کارولینای شمالی ثبت‌نام کرد. در این زمان او به عنوان پیش‌خدمت در یک رستوران کار می‌کرد. او بعداً تحصیل را در سال پایانی (بهار ۱۹۸۶) را برای ادامه‌دادن حرفهٔ بازیگری ترک و برای گذران زندگی به‌عنوان پیش‌خدمت در یک کافه مخصوص همجنس‌گرایان در نیویورک کار کرد؛ درحالی که تنها سه واحد باقی‌مانده برای فارغ‌التحصیلی فاصله داشت. او به منظور ادامهٔ تست‌های بازیگری به منهتن رفت و شغل‌های گوناگون عجیبی را نیز برگزید (متصدی بار، پیش‌خدمت مهمانی، کنترل‌کنندهٔ کت)
ساندرا بولاک بعدها دانشگاه خود را نیز تمام کرد و از دانشگاه ایالتی کارولینای شمالی، درجهٔ کارشناسی را نیز دریافت کرد. اصغر فرهادی جایزه اسکار در سال ۲۰۱۲ را از دستان ساندرا بولاک دریافت کرد.

## زندگی هنری

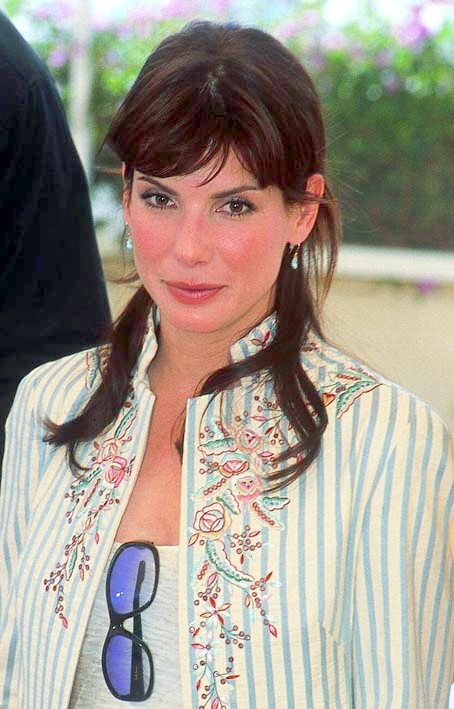
تصویری از ساندرا بولاک

او پس از اجرای نقش‌های موفقی در دههٔ ۱۹۹۰ میلادی هم‌چون سرعت و وقتی خواب بودی به شهرت رسید. پس از آن او حرفه‌اش را به عنوان یک بازیگر هالیوودی نقش اول مشهور با فیلم‌هایی مانند دختر شایسته اخلاق و تصادف که تحسین منتقدان را دریافت کردند، آغاز کرد. در سال ۲۰۰۷ او با داشتن سرمایهٔ ۸۵ میلیون‌دلاری در ردهٔ ۱۴ ثروتمندترین اشخاص نامدار زن قرار گرفت. همچنین در سال ۲۰۱۰ 'پردرآمدترین' بازیگر زن هالیوود نام گرفت. بین ژوئن ۲۰۰۹ تا یک سال بعد حدود ۵۸ میلیون دلار بابت فیلم‌های خواستگاری و نقطه کور دریافت کرده‌است.
و برنده جایزه اسکار بهترین بازیگر نقش اول زن و گوی طلایی به عنوان بهترین بازیگر نقش اول زن به خاطر بازی در فیلم نقطه کور در سال ۲۰۰۹ است. ساندرا بولاک با ۱۰ میلیون دلار دستمزد بیشترین دستمزد را در بین بازیگرهای زن هالیوود را داراست.

## فیلم‌شناسی
| سال  | عنوان                                 | نقش(ها)                            | توضیحات                                                | منا.                 |
| ---- | ------------------------------------- | ---------------------------------- | ------------------------------------------------------ | -------------------- |
| ۱۹۸۷ | Hangmen                               | لیزا ادواردز                       |                                                        | [ ۱۳ ]               |
| ۱۹۸۹ | A Fool and His Money                  | دبی کازگروو                        | همچنین با نام Religion, Inc. شناخته ‌می‌شود فیلم ویدئویی | [ ۱۴ ] [ ۱۵ ]        |
| ۱۹۸۹ | چه کسی به پاتاکانگو شلیک کرد؟         | دولین موران                        | فیلم ویدئویی                                           | [ ۱۴ ] [ ۱۶ ]        |
| ۱۹۹۲ | عاشقانه شماره ۹                       | دایان فارو                         |                                                        | [ ۱۴ ] [ ۱۷ ]        |
| ۱۹۹۳ | ناپدید شدن                            | دایان شیور                         |                                                        | [ ۱۸ ]               |
| ۱۹۹۳ | وقتی مهمانی تمام شد                   | آماندا                             |                                                        | [ ۱۹ ]               |
| ۱۹۹۳ | چیزی به نام عشق                       | لیندا لو لیندن                     |                                                        | [ ۲۰ ]               |
| ۱۹۹۳ | مرد خرابکار                           | لنینا هاکسلی                       |                                                        | [ ۲۱ ]               |
| ۱۹۹۳ | آتش در آمازون                         | آلیسا روتمن                        |                                                        | [ ۲۲ ] [ ۲۳ ] [ ۲۴ ] |
| ۱۹۹۳ | کشتی با ارنست همینگوی                 | الین                               |                                                        | [ ۲۵ ]               |
| ۱۹۹۴ | سرعت                                  | آنی پورتر                          |                                                        | [ ۲۶ ]               |
| ۱۹۹۴ | چه کسی را باید بکشم؟                  | لوری                               | همچنین با نام Me & The Mob شناخته می‌شود فیلم ویدئویی   | [ ۱۴ ] [ ۲۷ ]        |
| ۱۹۹۵ | وقتی خواب بودی                        | لوسی النور مودراتز                 |                                                        | [ ۲۸ ]               |
| ۱۹۹۵ | شبکه                                  | آنجلا بنت                          |                                                        | [ ۲۹ ]               |
| ۱۹۹۶ | قلب‌های ربوده‌شده                       | روز                                |                                                        | [ ۳۰ ]               |
| ۱۹۹۶ | زمانی برای کشتن                       | الن روارک                          |                                                        | [ ۳۱ ]               |
| ۱۹۹۶ | در عشق و جنگ                          | اگنس فون کوروسکی                   |                                                        | [ ۳۲ ] [ ۳۳ ]        |
| ۱۹۹۷ | سرعت ۲: کنترل سفر دریایی              | آنی پورتر                          |                                                        | [ ۳۴ ]               |
| ۱۹۹۸ | امید شناور                            | بردی پرویت                         | همچنین تهیه‌کنندۀ اجرایی                                | [ ۳۵ ]               |
| ۱۹۹۸ | Making Sandwiches                     | ملبا کلاب                          | فیلم کوتاه همچنین تهیه‌کننده, کارگردان و فیلم‌نامه‌نویس   | [ ۳۶ ]               |
| ۱۹۹۸ | جادوی عملی                            | سالی اونز                          |                                                        | [ ۳۷ ]               |
| ۱۹۹۸ | عزیز مصر                              | میریام (صدا)                       |                                                        | [ ۳۸ ]               |
| ۱۹۹۹ | نیروهای طبیعت                         | سارا لوئیس                         |                                                        | [ ۳۹ ]               |
| ۲۰۰۰ | دستپاچه                               | جودی تیپ                           | همچنین تهیه‌کننده و تهیه‌کنندۀ اجرایی آلبوم              | [ ۴۰ ] [ ۴۱ ]        |
| ۲۰۰۰ | ۲۸ روز                                | گوئن کامینگز                       |                                                        | [ ۴۲ ]               |
| ۲۰۰۰ | دختر شایسته اخلاق                     | گریسی هارت                         | همچنین تهیه‌کننده                                       | [ ۴۳ ]               |
| ۲۰۰۲ | قتل با اعداد                          | دت. کیسی میودر / جسیکا ماری هادسون | همچنین تهیه‌کنندۀ اجرایی                                | [ ۴۴ ]               |
| ۲۰۰۲ | اسرار غیبی انجمن خواهرانه یایا        | سیدالی واکر                        |                                                        | [ ۴۵ ]               |
| ۲۰۰۲ | مهلت دو هفته‌ای                        | لوسی کلسون                         | همچنین تهیه‌کننده                                       | [ ۴۶ ]               |
| ۲۰۰۴ | تصادف                                 | جین کابوت                          |                                                        | [ ۴۷ ]               |
| ۲۰۰۵ | معشوق                                 | خانم هارکر                         |                                                        | [ ۴۸ ]               |
| ۲۰۰۵ | دختر شایسته اخلاق ۲: مسلح و شگفت‌انگیز | گریسی هارت                         | همچنین تهیه‌کننده                                       | [ ۴۹ ]               |
| ۲۰۰۶ | خانه‌ای روی برکه                       | دکتر کیت فورستر                    |                                                        | [ ۵۰ ]               |
| ۲۰۰۶ | بدنام                                 | هارپر لی                           |                                                        | [ ۵۱ ]               |
| ۲۰۰۷ | اخطار قبلی                            | لیندا هانسون                       |                                                        | [ ۵۲ ]               |
| ۲۰۰۹ | خواستگاری                             | مارگارت تیت                        | همچنین تهیه‌کنندۀ اجرایی                                | [ ۵۳ ]               |
| ۲۰۰۹ | همه چیز درباره استیو                  | مری هوروویتز                       | همچنین تهیه‌کننده                                       | [ ۵۴ ]               |
| ۲۰۰۹ | نقطه کور                              | لی آن توهی                         |                                                        | [ ۵۵ ]               |
| ۲۰۱۱ | فوق‌العاده بلند و بیش از حد نزدیک      | لیندا شل                           |                                                        | [ ۵۶ ]               |
| ۲۰۱۳ | مخمصه                                 | مامور ویژه سارا اشبرن              |                                                        | [ ۵۷ ]               |
| ۲۰۱۳ | جاذبه                                 | دکتر رایان استون                   |                                                        | [ ۵۸ ]               |
| ۲۰۱۳ | The Prime Ministers: The Pioneers     | گلدا مئیر (صدا)                    | فیلم مستند                                             | [ ۵۹ ]               |
| ۲۰۱۵ | مینیون‌ها                              | اسکارلت اورکیل (صدا)               |                                                        | [ ۶۰ ]               |
| ۲۰۱۵ | بحران برند ماست                       | «کلامیتی» جین بودین                | همچنین تهیه‌کنندۀ اجرایی                                | [ ۶۱ ]               |
| ۲۰۱۸ | هشت یار اوشن                          | دبورا «دبی» اوشن                   |                                                        | [ ۶۲ ]               |
| ۲۰۱۸ | جعبه پرنده                            | مالوری هیز                         | همچنین تهیه‌کنندۀ اجرایی                                | [ ۶۳ ]               |
| ۲۰۲۱ | نابخشودنی                             | روث اسلیتر                         | همچنین تهیه‌کننده                                       | [ ۶۴ ]               |
| ۲۰۲۲ | شهر گمشده                             | لورتا سیج / دکتر آنجلا لاومور      | همچنین تهیه‌کننده                                       | [ ۶۵ ]               |
| ۲۰۲۲ | قطار سریع‌السیر                        | ماریا بیتل                         |                                                        | [ ۶۶ ]               |

## تلویزیون
| سال       | عنوان                                                            | نقش(ها)          | توضیحات                            | منا.          |
| --------- | ---------------------------------------------------------------- | ---------------- | ---------------------------------- | ------------- |
| 1989      | Bionic Showdown: The Six Million Dollar Man and the Bionic Woman | Kate Mason       | تله‌فیلم                            | [ ۶۷ ]        |
| 1989      | Starting from Scratch                                            | Barbara Webster  | Episode: "Confidence Game"         | [ ۶۸ ]        |
| 1989      | The Preppie Murder                                               | Stacy            | Television film                    | [ ۶۹ ]        |
| 1990      | Working Girl                                                     | Tess McGill      | 12 episodes                        | [ ۷۰ ]        |
| 1990      | Lucky Chances                                                    | Maria Santangelo | مینی‌سریال                          | [ ۷۱ ]        |
| 2002−2004 | George Lopez                                                     | Accident Amy     | 3 episodes Also executive producer | [ ۷۲ ] [ ۷۳ ] |